# NGC 3082
NGC 3082 é uma galáxia elíptica (E-S0) localizada na direcção da constelação de Antlia. Possui uma declinação de -30° 21' 27" e uma ascensão recta de 9 horas, 58 minutos e 52,9 segundos.
A galáxia NGC 3082 foi descoberta em 30 de Março de 1835 por John Herschel.